# Monocostus uniflorus
Monocostus uniflorus är en enhjärtbladig växtart som först beskrevs av Eduard Friedrich Poeppig och Otto Georg Petersen, och fick sitt nu gällande namn av Paulus Johannes Maria Maas. Monocostus uniflorus ingår i släktet Monocostus och familjen Costaceae. Inga underarter finns listade.

## Bildgalleri

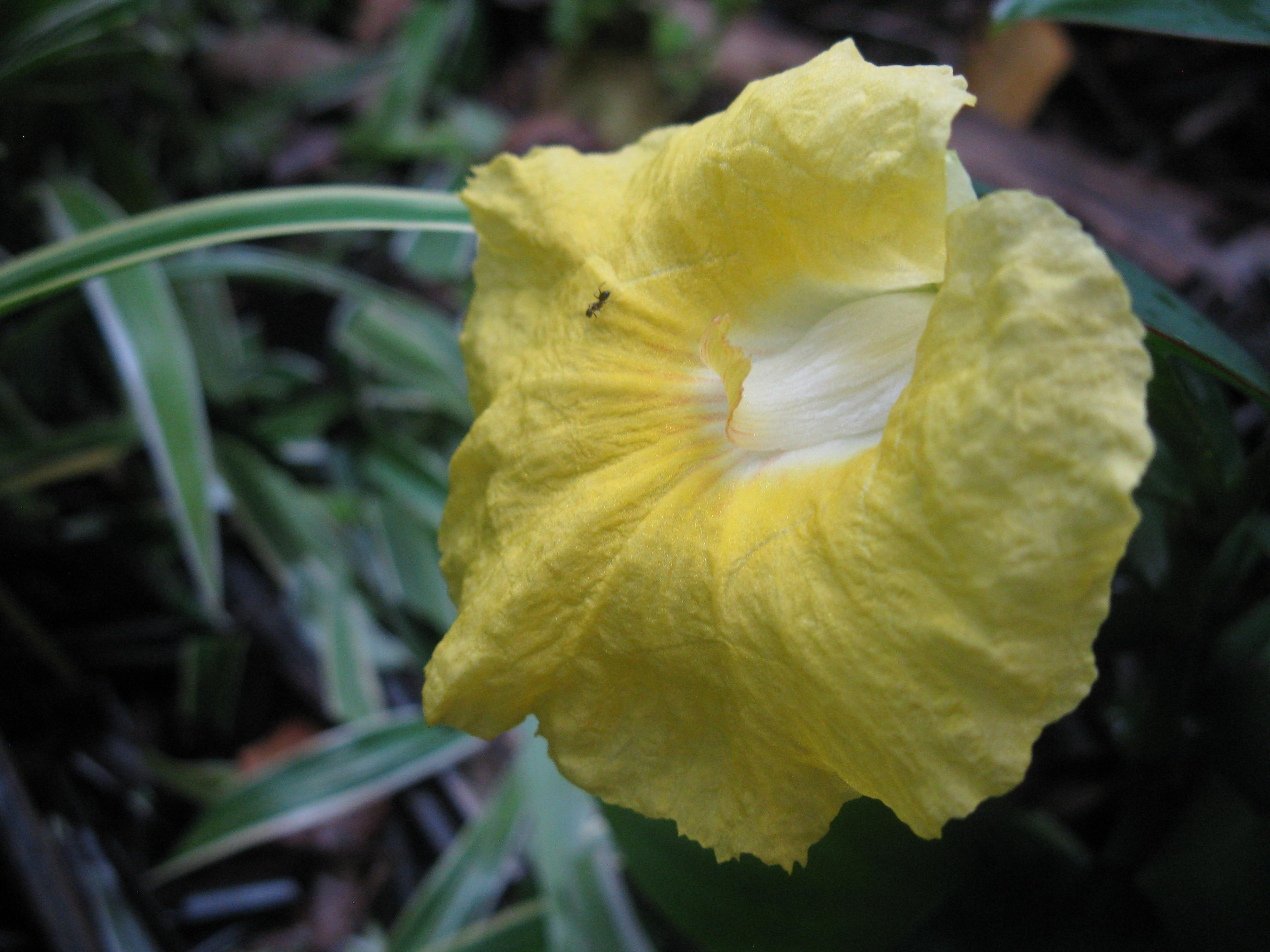
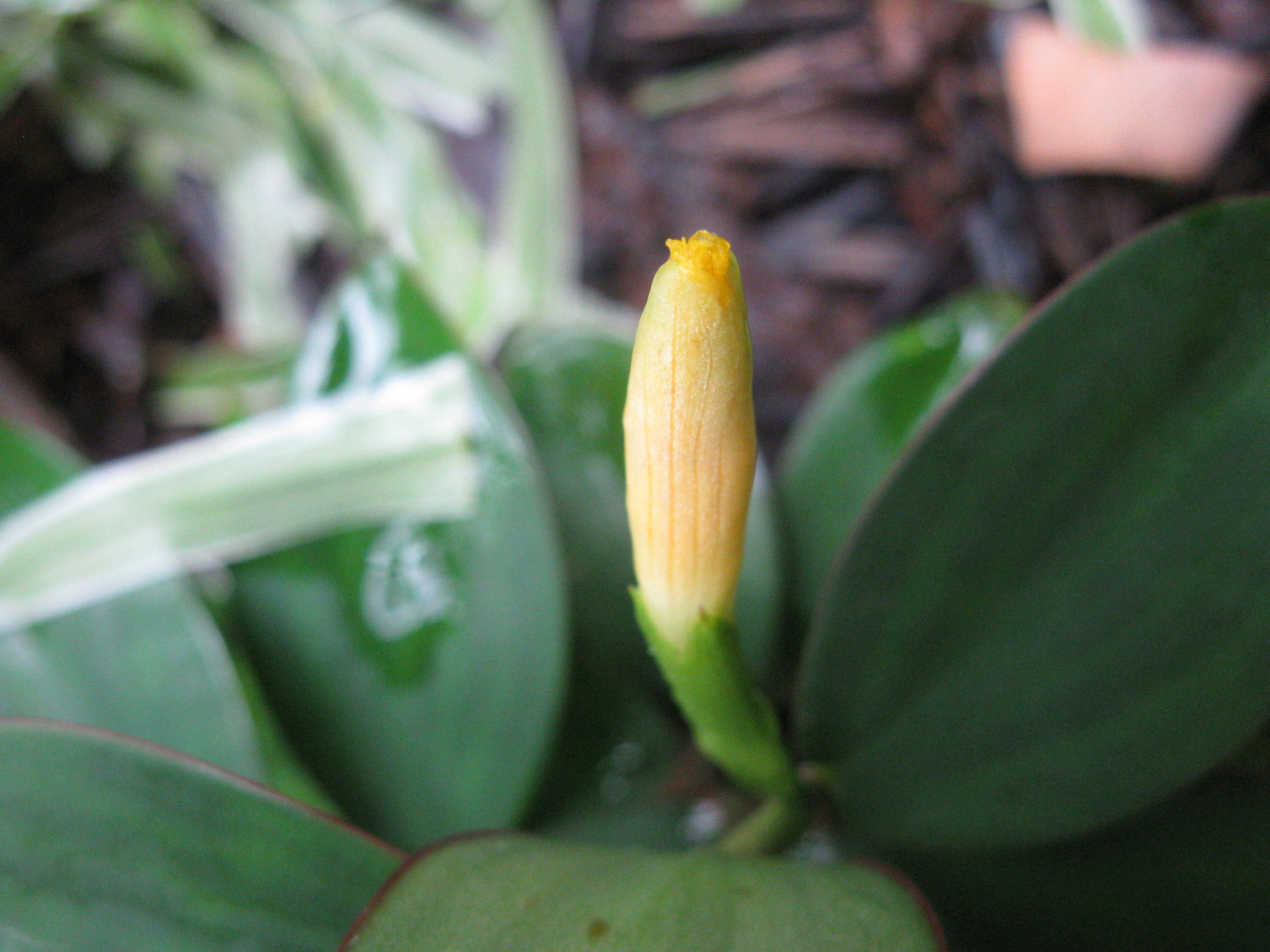
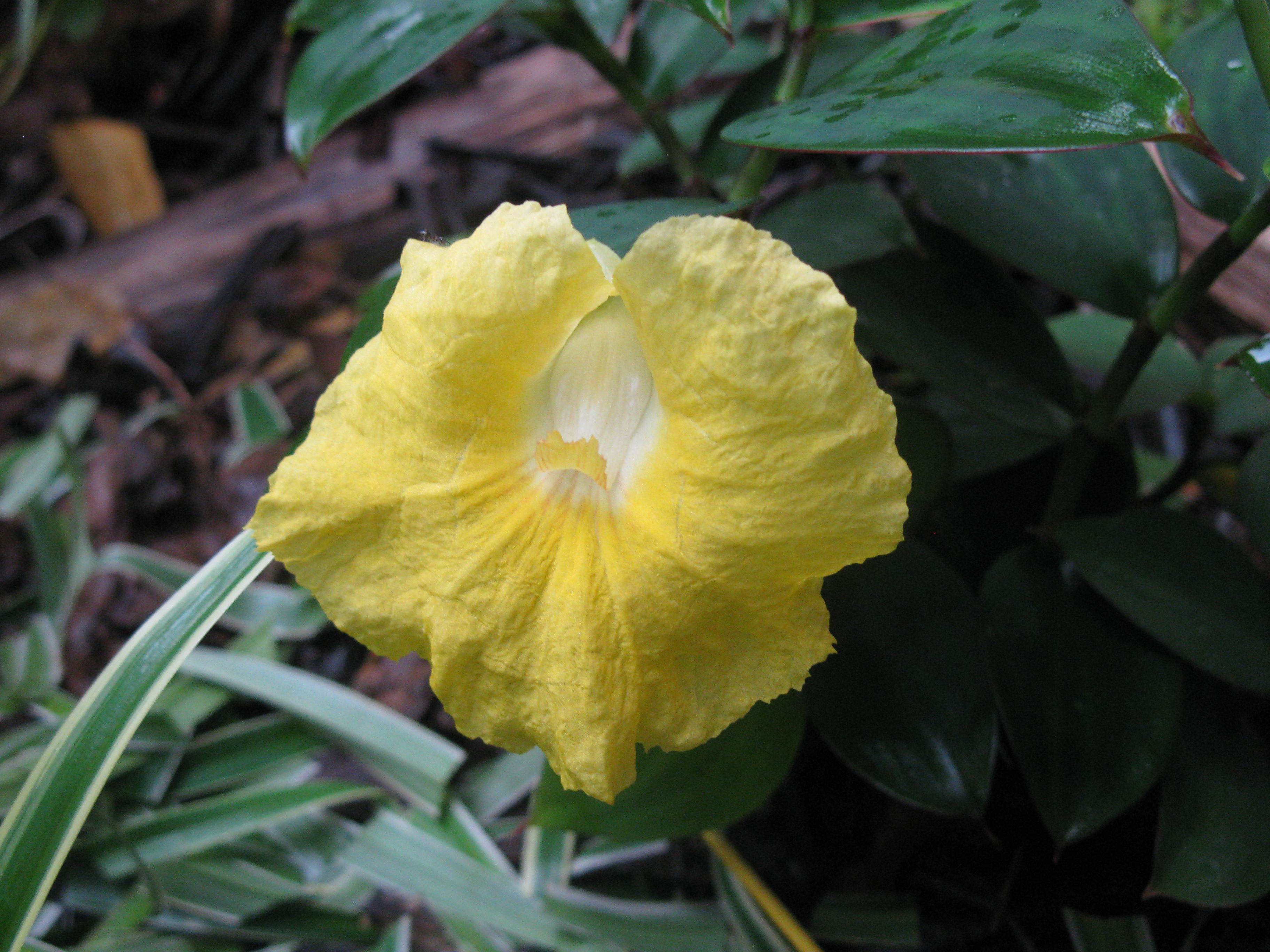
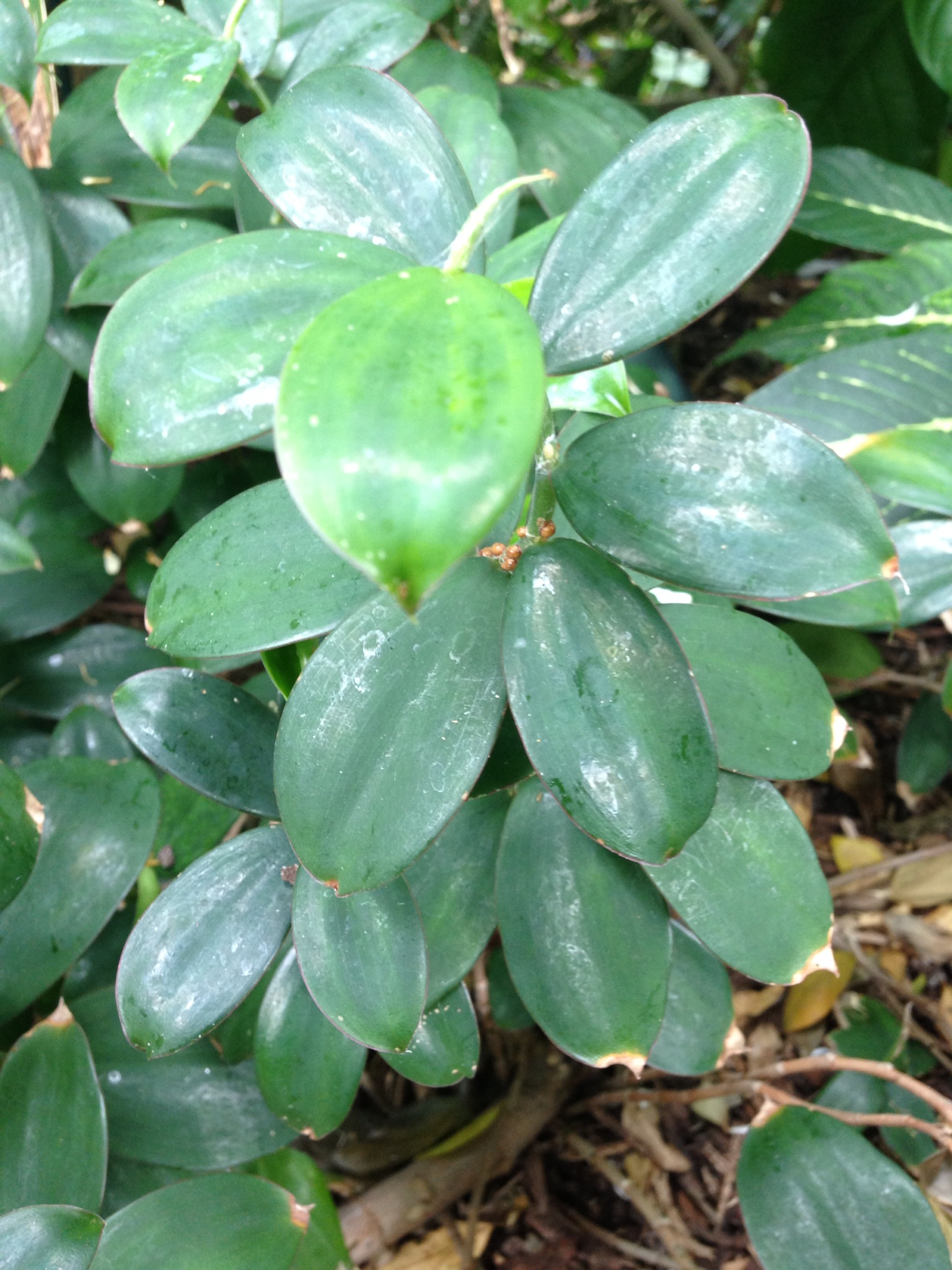